# Ябълково семе EX Machina
„Ябълково семе EX Machina“ (на английски: Appleseed EX Machina) е японски компютърно анимиран филм от 2007 г. Филмът е режисиран от Шинджи Арамаки и е продуциран от хонгконгския продуцент и режисьор Джон Ву. Филмът е продължение на Ябълково семе от 2004 г. Премиерата му в Япония е на 19 октомври 2007 г., а в САЩ на 15 декември 2007 г. на фимовия фестивал за приключеснко кино „Жул Верн“ в Лос Анджелис. На 11 март 2008 г. филмът започва да се разпространява в САЩ от Warner Bros. на DVD и Blu-Ray дискове. На 30 май 2008 г. филмът започва да се разпространява и в Европа.

## Сюжет
Светът се възстановява след Трета световна война. Една нация успява да се издигне над останалите — Олимпус. ESWAT е елитен отряд, който има правомощия навсякъде по света и Олимпус възнамерява да го използва за постигане на световен мир. Отрядът се справя отлично в борбата с военните заплахи, както и с по-големите заплахи произлизащи от човешката природа. Олимпус е намерил решение на импулсивната човешка природа, като използва биороидите, генетично създадени хора, които са неспособни да изпитват емоции и така това не може да повлиява на преценката им. Те заемат важни места в правителството на Олимпус, както и много от тях живеят сред обикновеното човешко население.